# ستيوارت إيستون
ستيوارت إيستون (بالإنجليزية: Stuart Easton)‏ مواليد 21 يوليو 1983 في اسكتلندا، هو متسابق دراجات نارية بريطاني. نافس في بطولة العالم للسوبربايك وبطولة العالم للسوبرسبورت.

## روابط خارجية
- ستيوارت إيستون على موقع MotoGP.com (الإنجليزية)
- ستيوارت إيستون على موقع WorldSBK.com (الإنجليزية)